# Dmitrij Popow (polityk)
Dmitrij Michajłowicz Popow (ros. Дмитрий Михайлович Попов, ur. 7 listopada 1900 we wsi Bielajewo w guberni tambowskiej, zm. 7 stycznia 1952 w Moskwie) – radziecki polityk, I sekretarz Komitetu Obwodowego WKP(b) w Smoleńsku w latach 1940-1948.
Od maja 1919 do grudnia 1922 w Armii Czerwonej, od 1921 w RKP(b), słuchacz kursów piechoty Armii Czerwonej, 1922-1926 przewodniczący rady wiejskiej w rodzinnej wsi i zastępca przewodniczącego rady gminnej w guberni tambowskiej, od października 1926 do września 1927 sekretarz odpowiedzialny gminnego komitetu WKP(b). Od września 1927 do stycznia 1930 studiował w Leningradzkim Uniwersytecie Komunistycznym im. Stalina, od stycznia do października 1930 członek Grupy Propagandowej KC WKP(b) w Obwodzie Centralno-Czarnoziemskim, od października 1930 do września 1933 kierownik wydziału i wykładowca Swierdłowskiego Uniwersytetu Komunistycznego im. Lenina, od września 1933 do kwietnia 1936 studiował w Agrarnym Instytucie Czerwonej Profesury, od kwietnia 1934 do maja 1939 wykładowca ekonomii politycznej Wyższej Szkoły Propagandzistów przy KC WKP(b), od maja do grudnia 1939 sekretarz Krasnodarskiego Krajowego Komitetu WKP(b) ds. Propagandy i Agitacji. Od grudnia 1939 II sekretarz, a od 8 września 1940 do 11 grudnia 1948 I sekretarz Komitetu Obwodowego WKP(b) w Smoleńsku. Od lipca 1941 członek Rady Wojskowej Frontu Zachodniego, od sierpnia 1942 do września 1943 szef Zachodniego Sztabu Ruchu Partyzanckiego i Smoleńskiego Sztabu Ruchu Partyzanckiego, od grudnia 1948 do sierpnia 1949 słuchacz kursów przy KC WKP(b). Od 9 sierpnia 1949 do 7 grudnia 1951 zastępca kierownika Wydziału Propagandy i Agitacji KC WKP(b). Deputowany do Rady Najwyższej ZSRR. Odznaczony Orderem Lenina, Orderem Wojny Ojczyźnianej I klasy i medalami. Pochowany na Cmentarzu Nowodziewiczym w Moskwie.